# Ronde van Frankrijk 2010/Eerste etappe
De eerste etappe van de Ronde van Frankrijk 2010 werd verreden op 4 juli 2010. De start van de Tour de Ville (een rondje door de stad) vond om 11:50 uur plaats op de Westerkade in Het Park in Rotterdam. Dit rondje bracht de renners via de route Westblaak, Blaak, Hofplein en Coolsingel naar de Erasmusbrug, waar om 12:00 uur de ceremonie voor de start van de etappe plaatsvond. Vervolgens reed men via de Brielselaan en de Dorpsweg naar de Groene Kruisweg, waar het daadwerkelijke startschot gegeven werd.

## Route
Vanuit Rotterdam werd over de Groene Kruisweg (N492) naar de Spijkenisserbrug gereden en van daar verder over de N218, N494 en door Hellevoetsluis naar de N57, welke de renners naar de Zeeuwse Eilanden voerde. Er werd over drie dammen gefietst: de Haringvlietdam, de Brouwersdam en de Oosterscheldekering. Op de laatste was, ter hoogte van Neeltje Jans, een tussensprint voorzien. Via Goes en Woensdrecht kwam het peloton in België, waar vlak bij de grens in Putte de tweede tussensprint werd gehouden en 9 kilometer verder bij Ekeren de derde en laatste tussensprint van de dag. Via Antwerpen, Mechelen en Meise, woonplaats van Eddy Merckx die geëerd werd omwille van zijn vijfenzestigste verjaardag, ging het naar de aankomstplaats Brussel.

## Verloop

### Tussensprints
| Tussensprint Neeltje Jans na 73,0 km |                 |        |
| Plaats                               | Naam            | Punten |
| Winnaar                              | Lars Boom       | 6      |
| 2                                    | Alan Pérez      | 4      |
| 3                                    | Maarten Wynants | 2      |

| Tussensprint Putte na 149,5 km |                 |        |
| Plaats                         | Naam            | Punten |
| Winnaar                        | Maarten Wynants | 6      |
| 2                              | Alan Pérez      | 4      |
| 3                              | Lars Boom       | 2      |

| Tussensprint Ekeren na 158,5 km |                 |        |
| Plaats                          | Naam            | Punten |
| Winnaar                         | Alan Pérez      | 6      |
| 2                               | Lars Boom       | 4      |
| 3                               | Maarten Wynants | 2      |

## Rituitslag
| Plaats  | Naam                | Ploeg               | Tijd      |
| ------- | ------------------- | ------------------- | --------- |
| Winnaar | Alessandro Petacchi | Lampre-Farnese Vini | 5u 09'38" |
| 2       | Mark Renshaw        | HTC-Columbia        | z.t       |
| 3       | Thor Hushovd        | Cervélo             | z.t       |
| 4       | Robbie McEwen       | Katusha             | z.t       |
| 5       | Matthieu Ladagnous  | Française des Jeux  | z.t       |
| 6       | Daniel Oss          | Liquigas-Doimo      | z.t       |
| 7       | José Joaquín Rojas  | Caisse d'Epargne    | z.t       |
| 8       | Christian Knees     | Milram              | z.t       |
| 9       | Rubén Pérez         | Euskaltel-Euskadi   | z.t       |
| 10      | Jürgen Roelandts    | Omega Pharma-Lotto  | z.t       |
|         |                     |                     |           |
| 70      | Robert Gesink       | Rabobank            | op 00'00" |

## Strijdlustigste renner
| Renner          | Land   | Ploeg      |
| --------------- | ------ | ---------- |
| Maarten Wynants | België | Quick Step |

## Algemeen klassement
| Plaats    | Naam                 | Ploeg              | Tijd      |
| --------- | -------------------- | ------------------ | --------- |
| Gele trui | Fabian Cancellara    | Saxo Bank          | 5u 19'38" |
| 2         | Tony Martin          | HTC-Columbia       | op 00'10" |
| 3         | David Millar         | Garmin-Transitions | op 00'20" |
| 4         | Lance Armstrong      | RadioShack         | op 00'22" |
| 5         | Geraint Thomas       | Sky                | op 00'23" |
| 6         | Alberto Contador     | Astana             | op 00'27" |
| 7         | Tyler Farrar         | Garmin-Transitions | op 00'28" |
| 8         | Levi Leipheimer      | RadioShack         | z.t       |
| 9         | Edvald Boasson Hagen | Sky                | op 00'32" |
| 10        | Linus Gerdemann      | Milram             | op 00'35" |
|           |                      |                    |           |
| 16        | Niki Terpstra        | Milram             | op 00'36" |
| 29        | Maxime Monfort       | HTC-Columbia       | op 00'41" |

## Nevenklassementen

### Puntenklassement
| Plaats      | Naam                | Ploeg               | Punten |
| ----------- | ------------------- | ------------------- | ------ |
| Groene trui | Alessandro Petacchi | Lampre-Farnese Vini | 35     |
| 2           | Mark Renshaw        | HTC-Columbia        | 30     |
| 3           | Thor Hushovd        | Cervélo             | 26     |
|             |                     |                     |        |
| 11          | Jürgen Roelandts    | Omega Pharma-Lotto  | 16     |
| 17          | Lars Boom           | Rabobank            | 12     |

### Bergklassement
niet uitgereikt 

### Jongerenklassement
| Plaats     | Naam                 | Ploeg              | Tijd      |
| ---------- | -------------------- | ------------------ | --------- |
| Witte trui | Tony Martin          | HTC-Columbia       | 5h 19'48" |
| 2          | Geraint Thomas       | Sky                | op 00'13" |
| 3          | Edvald Boasson Hagen | Sky                | op 00'22" |
|            |                      |                    |           |
| 14         | Robert Gesink        | Rabobank           | op 00'41" |
| 17         | Jürgen Roelandts     | Omega Pharma-Lotto | op 00'52" |

### Ploegenklassement
| Plaats | Ploeg              | Tijd       |
| ------ | ------------------ | ---------- |
| 1      | RadioShack         | 16u 00'19" |
| 2      | HTC-Columbia       | op 00'01"  |
| 3      | Garmin-Transitions | op 00'02"  |

## Opgaves
- Mathias Frank (BMC Racing Team) (niet gestart)
- Manuel Cardoso (Footon-Servetto) (niet gestart)